# Bolesław (gmina w powiecie dąbrowskim)
Bolesław – gmina wiejska w województwie małopolskim, w powiecie dąbrowskim. W latach 1975–1998 gmina położona była w województwie tarnowskim.
Siedziba gminy to Bolesław.
Według danych z 30 czerwca 2004 gminę zamieszkiwało 2889 osób.

## Struktura powierzchni
Według danych z roku 2002 gmina Bolesław ma obszar 35,41 km², w tym:
- użytki rolne: 38%
- użytki leśne: 40%

Gmina stanowi 6,72% powierzchni powiatu.

## Demografia

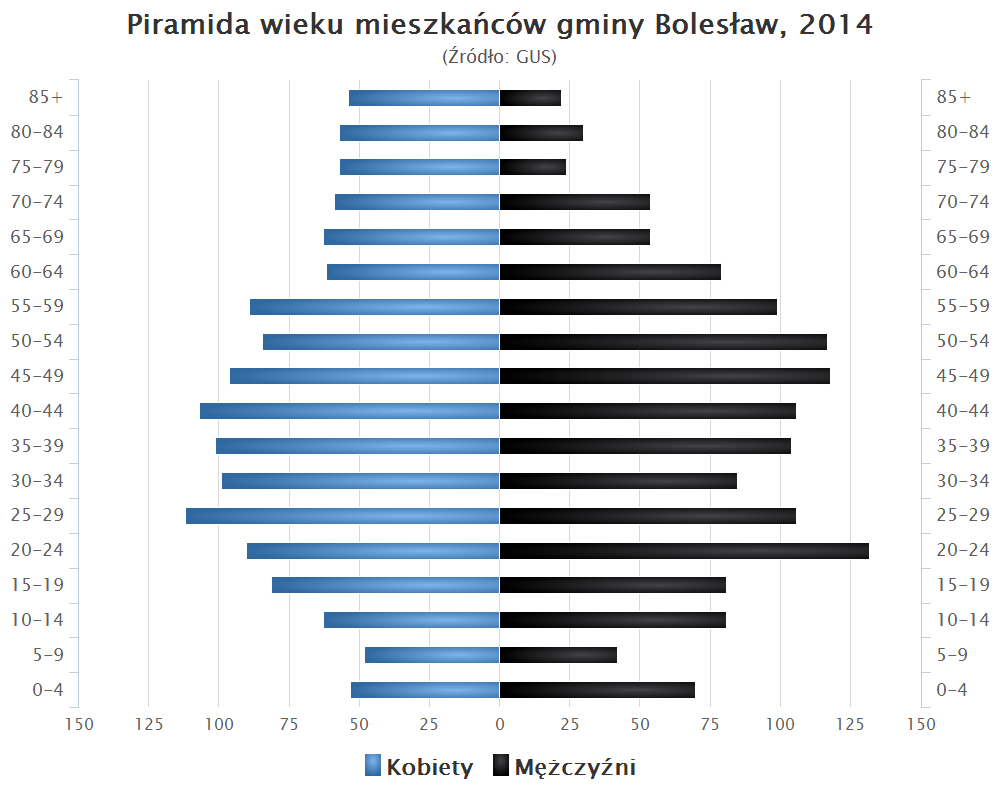
Piramida wieku mieszkańców gminy Bolesław w 2014 roku

Dane z 30 czerwca 2004:
| Opis                              | Ogółem | Ogółem | Kobiety | Kobiety | Mężczyźni | Mężczyźni |
| --------------------------------- | ------ | ------ | ------- | ------- | --------- | --------- |
| jednostka                         | osób   | %      | osób    | %       | osób      | %         |
| populacja                         | 2889   | 100    | 1464    | 50,7    | 1425      | 49,3      |
| gęstość zaludnienia (mieszk./km²) | 81,6   | 81,6   | 41,3    | 41,3    | 40,2      | 40,2      |

## Miejscowości w gminie
Sołectwa:
- Bolesław
- Kanna
- Kuzie
- Pawłów
- Podlipie
- Samocice
- Strojców
- Świebodzin
- Tonia

## Sąsiednie gminy
Gręboszów, Mędrzechów, Nowy Korczyn, Olesno